# Våckelberget
Våckelberget este o arie protejată (arie specială de conservare — SAC, sit de importanță comunitară — SCI) din Suedia întinsă pe o suprafață de 11,9 ha, integral pe uscat.

## Localizare
Centrul sitului Våckelberget este situat la coordonatele 60°53′41″N 15°43′57″E / 60.8946°N 15.7325°E.

## Înființare
Situl Våckelberget a fost declarat sit de importanță comunitară în decembrie 1995 pentru a proteja un număr necunoscut de specii din flora spontană și fauna sălbatică aflate în arealul zonei. Situl a fost protejat și ca arie specială de conservare în martie 2011.

## Biodiversitate
Situată în ecoregiunea boreală, aria protejată conține 4 habitate naturale: Mlaștini împădurite, Taiga vestică, Păduri pe pante, grohotișuri și ravene de Tilio-Acerion, Grohotișuri silicioase de la nivelul montan până la nivelul zăpezii (Androsacetalia alpinae și Galeopsietalia ladani).
La baza desemnării sitului se află un număr nedeclarat de specii protejate.